# 明日香々一
明日香々一（あすか こういち）は日本の小説家である。

## 来歴
2004年に『王国神話 産声は大地に響く』が第15回ファンタジア長編小説大賞最終選考でデビューした。その後、数々の作品を送り出している。

## 作品リスト
- 『王国神話』シリーズ（富士見ファンタジア文庫） - 第15回ファンタジア長編小説大賞最終選考
  - 王国神話 空から降る天使の夢　ISBN 4-8291-1581-5
  - 王国神話 第二夜 約束は夢にとけて　ISBN 4-8291-1626-9
- 『悠久のアンダンテ』（GA文庫）ISBN 978-4-7973-5710-3
- 『リルリットノーツ』（NMG文庫）ISBN 978-4-7755-2042-0
- 『魔女を継ぐ者』（一迅社ノベルス）ISBN 978-4-7580-4770-8